# Laevidentalium ensiforme
Laevidentalium ensiforme är en blötdjursart som först beskrevs av Jean-Charles Chenu 1842.  Laevidentalium ensiforme ingår i släktet Laevidentalium och familjen Laevidentaliidae. Inga underarter finns listade i Catalogue of Life.